# Диксон (судно)
Опытовое судно «Диксон» — опытовое судно в составе Черноморского флота.
Первоначально являлось гражданским судном-лесовозом «Восток-3» и принадлежало Балтийскому морскому пароходству.
Заложено 29.08.1962 г., спущено на воду 06.07.1963 г. и вступило в эксплуатацию в декабре 1963 г.
В 1968 году передано ВМФ СССР. Переоборудовано в поисково-спасательный корабль.
В 1980-х годах на «Диксоне» была установлена и испытывалась экспериментальная лазерная пушка.
Судно исключено из состава флота в 1993 году. При разделе Черноморского флота отошло Украине.
В 1995 году Украина продала корабль США по цене металлолома. В его трюмах остались 35-мегаваттные силовые генераторы (позволявшие обеспечивать энергией город с населением 200 тыс. чел.), специальные поворотные механизмы, холодильные установки большой мощности и многое другое оборудование.